# 高浜駅 (茨城県)
高浜駅（たかはまえき）は、茨城県石岡市北根本にある東日本旅客鉄道（JR東日本）常磐線の駅である。

## 歴史
- 1895年（明治28年）11月4日：日本鉄道の駅として開業[2]。
鯉・鮒・タナゴ釣りで有名な恋瀬川端にあって霞ヶ浦に近接し、風光明媚なロケーションである。その一方、高浜駅付近は、恋瀬川によって形成された沖積地帯となっており、スポンジの上に線路を敷設するようなものであった。したがって、線路敷設の際は、盛り土が何度も沈下してしまうといった難工事を強いられた末に開通した。
- 1906年（明治39年）11月1日：日本鉄道が国有化され、官設鉄道の所属となる。
- 1909年（明治42年）10月12日：線路名称制定により常磐線の所属となる。
- 1913年（大正2年）：当駅と新治郡柿岡町（後の八郷町柿岡、現在の石岡市柿岡）とを結ぶ加波山鉄道が計画され、1927年（昭和2年）に着工。軟弱地盤による工事難航や用地買収の遅延、資金繰りの悪化などにより1928年（昭和3年）に母体企業が破産、計画中止となった[3]。
  - 7月25日：構内で急行列車と貨物列車が衝突する事故が発生（詳細は日本の鉄道事故_(1949年以前)#常磐線高浜駅列車衝突事故を参照）。
- 1949年（昭和24年）6月1日：日本国有鉄道が発足。
- 1984年（昭和59年）2月1日：荷物扱い廃止[2]。
- 1971年（昭和46年）10月1日：貨物扱い廃止[2]。
- 1987年（昭和62年）4月1日：国鉄分割民営化に伴い、東日本旅客鉄道（JR東日本）の駅となる[2]。
- 2001年（平成13年）11月18日：ICカード「Suica」の利用が可能となる。
- 2006年（平成18年）
  - 2月28日：みどりの窓口の営業を終了。
  - 3月1日：「もしもし券売機Kaeruくん」及び自動改札機を導入[4]。
- 2012年（平成24年）2月14日：「もしもし券売機Kaeruくん」営業終了。
- 2015年（平成27年）2月10日：指定席券売機導入。
- 2018年（平成30年）4月1日：業務委託化（直営末期は石岡駅所属高浜在勤助役が配置されていた）。

## 駅構造
2面3線のホームを持つ地上駅。東側に単式ホーム1面1線、西側に島式ホーム1面2線が設けられ、計2面3線となる。のりばは駅舎側から1番線、2番線、3番線である。
指定席券売機・Suica対応自動改札機が設置されている。
石岡駅が管理し、JR東日本ステーションサービスが受託する業務委託駅。2006年（平成18年）3月1日に、自動改札機が導入された。同日に導入された「もしもし券売機Kaeruくん」は、2012年（平成24年）2月14日をもって営業を終了し、代わりに多機能券売機が導入された。
「もしもし券売機Kaeruくん」導入時にみどりの窓口は閉鎖されており、当駅で指定席券を購入することが出来なくなっていたが、 2015年（平成27年）2月10日に指定席券売機が導入され、一部の列車を除いて再度指定席券の購入が出来るようになった。その他、近距離乗車券の自動券売機、早朝は自動券売機が稼動していないため乗車駅証明書発行機が設置されている。また、当駅では東京圏輸送管理システムが導入されている。

### のりば
| 番線 | 路線             | 方向 | 行先                   |
| ---- | ---------------- | ---- | ---------------------- |
| 1    | ■ 常磐線         | 上り | 土浦・我孫子・上野方面 |
| 1    | ■ 上野東京ライン | 上り | 上野・東京・品川方面   |
| 2・3 | ■ 常磐線         | 下り | 友部・水戸・いわき方面 |

（出典：JR東日本:駅構内図）
下りのみ列車待避が可能であり、3番線が下り待避線となっている。下り普通列車の多くは当駅で特急列車の通過待ちを行っていたが、2022年3月ダイヤ改正で日中の土浦 - 水戸間での待避が行われなくなり、他の時間帯でも神立駅や羽鳥駅で待避が行われることが増え、当駅での待避は減少した。かつては羽鳥駅での待避が多く、石岡駅からの乗り継ぎも可能であった。待避に伴う停車時間は長く、列車によっては10分以上となる。

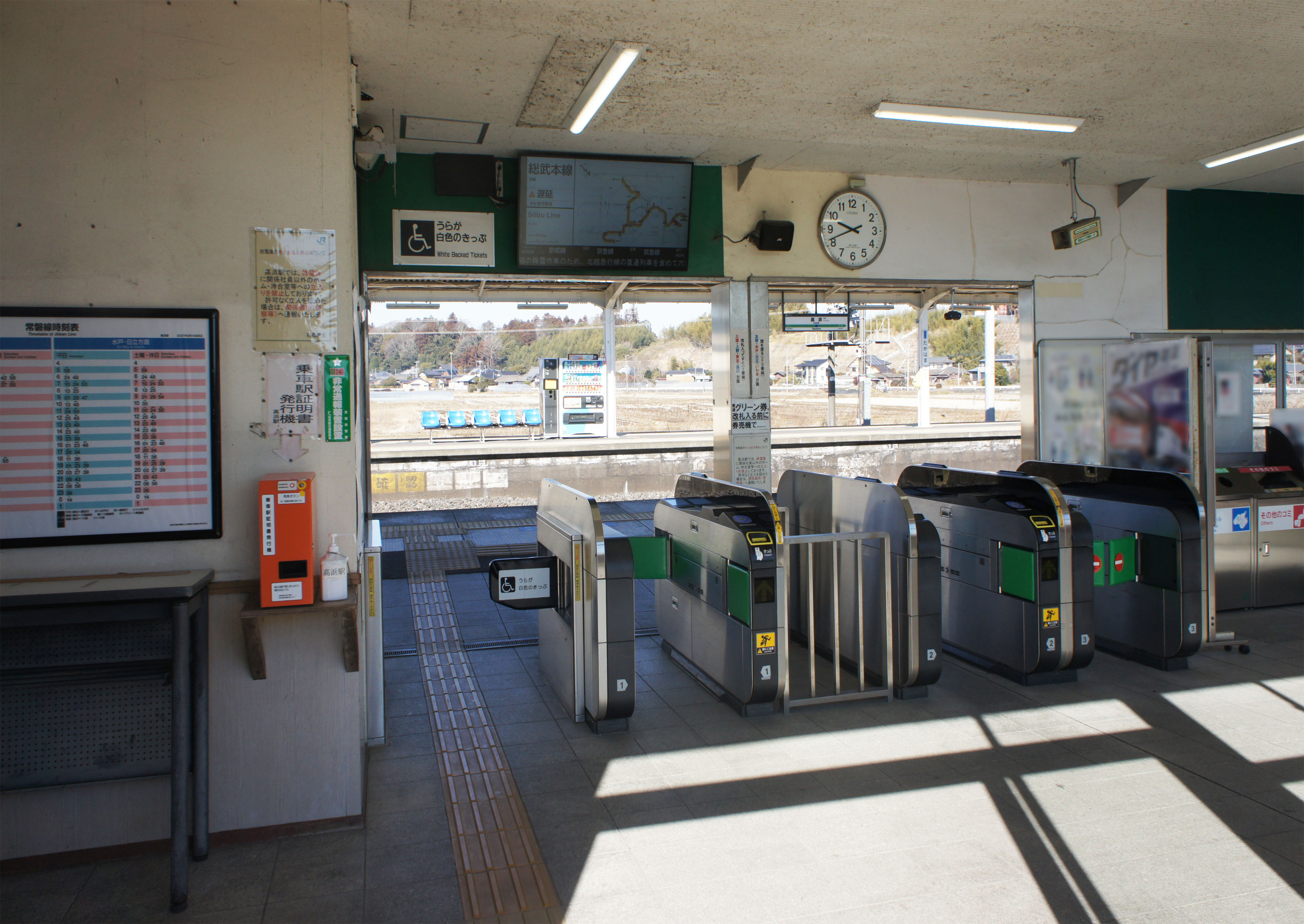
改札口（2022年2月）
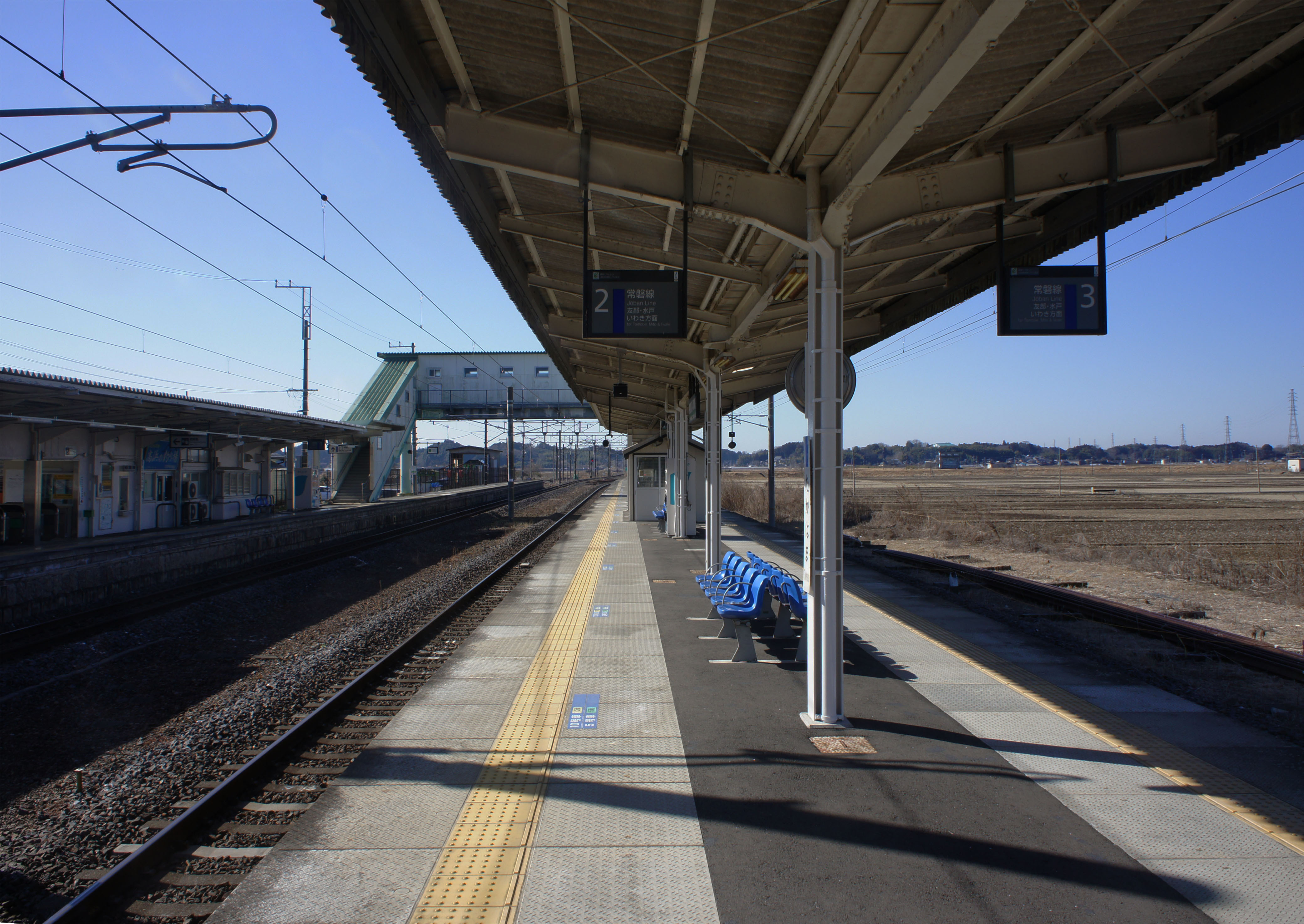
ホーム（2022年2月）

## 利用状況
JR東日本によると、2023年度（令和5年度）の1日平均乗車人員は894人である。
2000年度（平成12年度）以降の推移は以下の通りである。
| 乗車人員推移       | 乗車人員推移     | 乗車人員推移    |
| 年度               | 1日平均 乗車人員 | 出典            |
| ------------------ | ---------------- | --------------- |
| 2000年（平成12年） | 1,641            | [ 利用客数 2 ]  |
| 2001年（平成13年） | 1,590            | [ 利用客数 3 ]  |
| 2002年（平成14年） | 1,543            | [ 利用客数 4 ]  |
| 2003年（平成15年） | 1,523            | [ 利用客数 5 ]  |
| 2004年（平成16年） | 1,516            | [ 利用客数 6 ]  |
| 2005年（平成17年） | 1,442            | [ 利用客数 7 ]  |
| 2006年（平成18年） | 1,405            | [ 利用客数 8 ]  |
| 2007年（平成19年） | 1,423            | [ 利用客数 9 ]  |
| 2008年（平成20年） | 1,410            | [ 利用客数 10 ] |
| 2009年（平成21年） | 1,361            | [ 利用客数 11 ] |
| 2010年（平成22年） | 1,314            | [ 利用客数 12 ] |
| 2011年（平成23年） | 1,248            | [ 利用客数 13 ] |
| 2012年（平成24年） | 1,185            | [ 利用客数 14 ] |
| 2013年（平成25年） | 1,157            | [ 利用客数 15 ] |
| 2014年（平成26年） | 1,127            | [ 利用客数 16 ] |
| 2015年（平成27年） | 1,145            | [ 利用客数 17 ] |
| 2016年（平成28年） | 1,145            | [ 利用客数 18 ] |
| 2017年（平成29年） | 1,179            | [ 利用客数 19 ] |
| 2018年（平成30年） | 1,155            | [ 利用客数 20 ] |
| 2019年（令和元年） | 1,118            | [ 利用客数 21 ] |
| 2020年（令和02年） | 736              | [ 利用客数 22 ] |
| 2021年（令和03年） | 804              | [ 利用客数 23 ] |
| 2022年（令和04年） | 884              | [ 利用客数 24 ] |
| 2023年（令和05年） | 894              | [ 利用客数 1 ]  |

## 駅周辺
駅の東側で恋瀬川が霞ヶ浦に注ぎ、周辺は釣りの名所となっている。夏季には田んぼが辺り一面を緑に染め、ホームからも絶景が広がる。駅前には「茨城百景 高濱の釣場」の石碑が建てられているほか、駅構内にはかつて上京の折、恋瀬川増水による列車抑止のため当駅にて足止めに遭った宮沢賢治の記念碑が存在する。
駅前には駐車場がある。
- 舟塚山古墳 [6]
- 高浜神社
- 高浜郵便局
- 石岡市立高浜小学校
- 茨城県道276号高浜停車場線

## バス路線
- 小美玉市コミュニティバス（おみたん号）
  - 市内循環西ルート、市内循環中央ルート（小美玉市役所、羽鳥駅方面）

## その他
当駅は石岡市の南部に位置し、舟塚山古墳、隣の小美玉市の（旧・玉里村）と（旧・小川町）の最寄駅であり、日中は上り（土浦・取手・上野方面）、下り（石岡・友部・水戸・勝田方面）と共に、概ね1時間に2本の普通列車が当駅に停車する。

## 隣の駅
東日本旅客鉄道（JR東日本）
■常磐線
神立駅 - 高浜駅 - 石岡駅

### 記事本文